# Senbonzakura
Senbonzakura (千本桜, auf Deutsch etwa „Eintausend Sakura“) ist ein Lied des Vocaloid-Produzenten Kurousa-P, das mit der künstlichen Gesangsstimme von Hatsune Miku unterlegt wurde.
Erstveröffentlicht auf der japanischen Videoplattform Nico Nico Douga entwickelte sich das Lied in kurzer Zeit zu einem Internet-Phänomen in Japan, erfuhr zahlreiche Coverversionen und andere Umsetzungen, beispielsweise als Light Novel.

## Inhalt und Melodie
Das Lied greift die Westernisierung Japans und die Übergangsphase der imperialistischen Taishō-Zeit auf.
Obwohl das Stück ein eher düsteres Thema aufgreift, verfügt das Lied über eine optimistisch und spielerisch klingende Melodie, dass in einem relativ schnellen Tempo vorgetragen wird.

## Veröffentlichung und Bedeutung

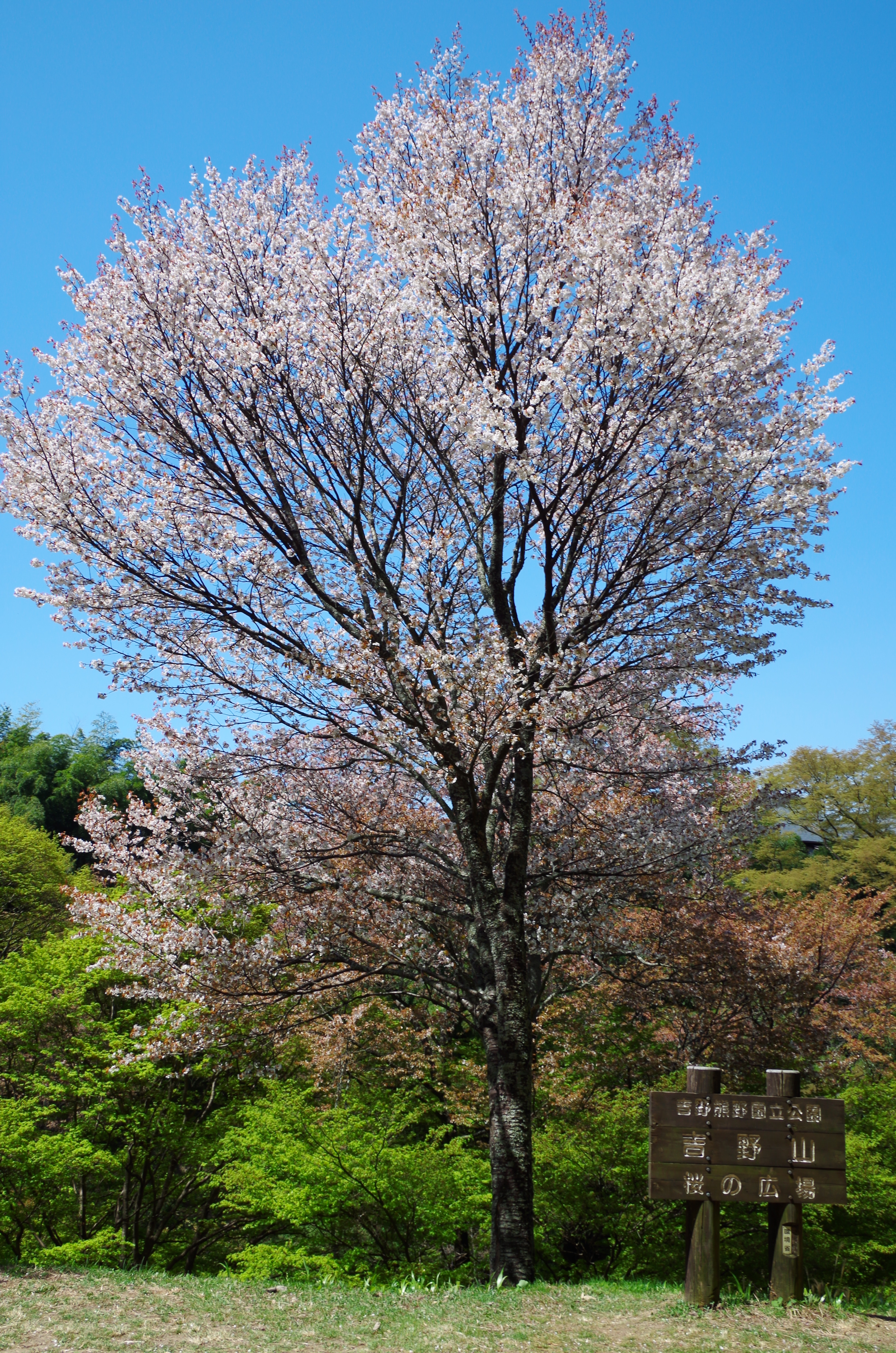
Sakura

Das Musikvideo, welches von Ittomaru illustriert wurde und Hatsune Miku in einer Art Militäruniform zeigt, wurde am 17. September 2011 auf der Videoplattform Nico Nico Douga veröffentlicht. Nach der Veröffentlichung ging das Video viral und erreichte innerhalb von 42 Tagen eine Million Aufrufe. Das Lied genießt eine große Popularität bei Karaoke-Sängern. So war Senbonzakura laut Joysound im Jahr 2012 auf dem dritten Platz der meistgespielten Lieder der Unternehmenskette in Japan. Sängerin Sachiko Kobayashi sang das Lied auf bei der 66. Ausgabe des japanischen Gesangswettbewerbs Kōhaku Uta Gassen. Hatsune Miku singt das Lied häufig auf ihren Konzerten.
Der ehemalige Megadeth-Gitarrist Marty Friedman coverte Senbonzakura und veröffentlichte das Lied auf seinem Coveralbum Tokyo Jukebox 3, welches im Jahr 2021 bei Avex Trax erschien. Bereits zuvor veröffentlichte die US-amerikanische Violinistin Lindsey Stirling ein Cover des Stückes auf YouTube und auf der japanischen Version ihres Albums Shatter Me aus dem Jahr 2014.

## Coverversion von Wagakki Band (2014)
Die japanische Folk-Rock-/Metal-Band Wagakki Band coverte das Lied und veröffentlichte am 31. Januar 2014 ein Musikvideo auf YouTube. Dieses wurde im Nakoso no Seki in Iwaki in der Präfektur Fukushima gedreht. Im März 2019 wurde das Musikvideo 100 Millionen Mal aufgerufen und gilt als das bekannteste Stück der Gruppe.
Dabei unterscheidet sich das Coverstück vom Original durch den Einsatz von modernen westlichen und traditionellen japanischen Musikinstrumenten. Für Wagakki Band stellte die Veröffentlichung des Covers ein Durchbruch auf internationaler Ebene dar.
Das Lied wurde auf dem Debütalbum Vocalo Zanmai, auf welchem ausschließlich Vocaloid-Coverversionen zu hören sind, veröffentlicht. Im Dezember 2015 wurde die Coverversion von der Recording Industry Association of Japan mit einer Goldenen Schallplatte für 100.000 zertifizierte Musikdownloads ausgezeichnet.

## Weitere Umsetzungen
Ein Jahr nach der Erstveröffentlichung des Liedes auf Nico Nico Douga veröffentlichte das Unternehmen Dwango das Album All That Senbonzakura (ALL THAT千本桜!!), auf welchem lediglich dieses eine Lied in unterschiedlichster instrumentaler Besetzung zu hören ist, darunter eine Piano-, Yangqin- und eine Akustikversion, sowie ein Cover durch ein Streichquartett. Dieses Album erreichte eine Notierung in den japanischen Albumcharts, wo es mit Platz 56 seine Höchstposition erreichte und vier Wochen lang in den Charts präsent war.
Ittomaru, der das Musikvideo zum Originallied illustrierte, veröffentlichte mehrere Umsetzungen basierend auf dem Werk. So erscheint seit dem 9. März 2013 ein Romanzyklus über den Verlag ASCII Media Works. Die Handlung spielt in einer dystopischen Parallelwelt, in der die Taishō-Zeit weitere 100 Jahre andauert und Hatsune Miku die Hauptprotagonistin ist. Der erste Romanband verkaufte sich 15.000 mal und erreichte so den dritten Platz der wöchentlichen Literaturcharts von Oricon. Der Romanzyklus wiederum inspirierte zu einem Bühnenspiel, in welchem sowohl die AKB48-Sängerinnen Haruka Ishida, Maho Tomita und Miori Ishikawa als auch der Schauspieler Kazuki Kato eine Rolle erhielten. Das Bühnenspiel wurde zwischen dem 13. und dem 24. März 2013 im Hakuhindan Theater in Ginza aufgeführt. Auch wurde basierend auf dem Lied ein Kabuki unter dem Titel Hanakurabe Senbonzakura mit dem Kabuki-Schauspieler Shidō Nakamura und einem Hologram von Hatsune Miku aufgeführt.
Der japanische Automobilhersteller Toyota nutzte das Lied in einem fünfzehnsekündigen Werbespot für das Automodell Toyota Aqua, das international unter dem Namen Prius verkauft wird.

## Auszeichnungen für Musikverkäufe
Die Originalversion des Liedes wurde im Februar des Jahres 2014 von der Recording Industry Association of Japan (RIAJ) mit einer Goldenen Schallplatte für 100.000 zertifizierte digitale Musikverkäufe ausgezeichnet.
| Land/Region  | Auszeichnungen für Musikverkäufe (Land/Region, Auszeichnung, Verkäufe) | Verkäufe |
| ------------ | ---------------------------------------------------------------------- | -------- |
| Japan (RIAJ) | Gold                                                                   | 100.000  |
| Insgesamt    | 1× Gold ·                                                              | 100.000  |

| Land/Region  | Auszeichnungen für Musikverkäufe (Land/Region, Auszeichnung, Verkäufe) | Verkäufe |
| ------------ | ---------------------------------------------------------------------- | -------- |
| Japan (RIAJ) | Gold                                                                   | 100.000  |
| Insgesamt    | 1× Gold ·                                                              | 100.000  |